# Leif Nilsson (fotbollsspelare född 1935)
Leif Nilsson, född 1935, är en svensk före detta fotbollsspelare (vänsterytter).
Nilsson fick sin fotbollsfostran i IFK Malmö, och spelade för klubben i Allsvenskan 1952/1953. Han lockades senare på 1950-talet över till storsatsande IK Oddevold under skeppsredare Gustaf B. Thordén. Han återvände sedan till IFK Malmö, där han spelade ytterligare en allsvensk säsong med klubben 1961. Sammanlagt blev det 27 allsvenska matcher (9 mål) för Nilsson i IFK Malmö.